# Hypsoblennius hentz
Hypsoblennius hentz es una especie de pez de la familia Blenniidae en el orden de los Perciformes.

## Morfología
Los machos pueden llegar alcanzar los 10 cm de longitud total.

## Reproducción
Es ovíparo.

## Depredadores
En los Estados Unidos es depredado por Lobotes surinamensis y Morone saxatilis .

## Hábitat
Es un pez de mar y de clima templado y asociado a los  arrecifes de coral.

## Distribución geográfica
Se encuentra desde Nueva Jersey (a veces, también, Nueva Escocia - Canadá -) hasta Texas, incluyendo el sur de Florida ( Estados Unidos ).